# کویینی توماس
کویینی توماس (انگلیسی: Queenie Thomas؛ ۱۸ ژوئن ۱۸۹۸ – ۱ اکتبر ۱۹۷۷) یک هنرپیشه اهل بریتانیا بود.
وی بازیگر فیلم‌هایی همچون دموکراسی بوده است.